# رزين (اسم)
رزين هو اسم علم مذكر من أصل عربي، ومعناه هو الوقور الحليم صاحب الرأي.

## الشخصيات
- رزين العروضي

## وصلات خارجية
- موسوعة السلطان قابوس لأسماء العرب نسخة محفوظة 5 أبريل 2019 على موقع واي باك مشين.